# Ogonkí (Krasnoiarsk)
|  | Per a altres significats, vegeu «Ogonkí». |

Ogonkí (en rus: Огоньки) és un poble del krai de Krasnoiarsk, a Rússia, que en el cens del 2010 tenia 9 habitants. Pertany al districte de Balakhtà.